# La Belle apprivoisée
Pour plus de détails, voir Fiche technique et Distribution.
La Belle apprivoisée (titre original : Pajamas) est une comédie américaine réalisée par J.G. Blystone, sortie en 1927. 
Écrit par William Conselman et Malcolm Stuart Boylan, le film met en vedette Olive Borden, Lawrence Gray, J.J.Clark et Jerry Miley. 

## Fiche technique
- Titre : La Belle apprivoisée
- Titre original : Pajamas
- Réalisation : J.G. Blystone
- Scénario : William Conselman et Malcolm Stuart Boylan
- Société de production : Fox Film Corporation[1],[2],[3].
- Photographie : Glen MacWilliams
- Pays d'origine : États-Unis
- Format : Noir et blanc - 35 mm - 1,33:1 - film muet
- Durée : 60 minutes
- Dates de sortie :
  - États-Unis : 23 octobre 1927

## Distribution
- Olive Borden : Angela Wade
- Lawrence Gray : John Weston
- J.J.Clark : Daniel Wade
- Jerry Miley : Russell Forrest